# John P. Buchanan
John Price Buchanan (4 de outubro de 1847 – 14 de maio de 1930) foi um político americano, o 25º Governador do Tennessee, com mandato de 1891 até 1893. Um defensor dos ruralistas, foi o Presidente da Aliança dos fazendeiros do Tennessee e também da União dos Trabalhadores no final da década de 1880. O final solitário de Buchanan como governador em grande parte foi marcado pela Coal Creek War, um levante armado pelos mineiros de carvão que visava acabar com sistema de exploração de presidiários do estado.

## Início de vida
Buchanan nasceu no Condado de Williamson, Tennessee, filho de Thomas e de Rebecca (Shannon) Buchanan. Frequentou escolas comuns e juntou-se ao Exército dos Estados Confederados como um mercenário (pago) da 4ª Cavalaria do Alabama em 1864. Após a guerra, mudou-se para o Condado de Rutherford, Tennessee, onde trabalhou na agricultura e pecuária. Na década de 1880, sua fazenda de 325-acres (132 ha) foi uma das mais bem sucedidas no Condado.:90 Foi eleito pela sede do concelho na Câmara dos Representantes do Tennessee em 1886 e novamente em 1888. Entre as legislações apresentadas por ele, uma destacou-se, que foi um projeto de lei que isentava cooperativas de agricultores de impostos de comércio do estado.
Nas décadas após a Guerra Civil, os agricultores do Tennessee lutaram com queda nos preços de culturas e o aumento dos custos de transporte, então pediram a regulamentação de tarifas de estradas de ferro. O governador William B. Bate tinha estabelecido uma Comissão de estrada de ferro durante seu primeiro mandato, mas os partido democrata da ala "Bourbon" (conservadores) e alas industriais revogaram o decreto que autorizava esta Comissão em 1885, deixando os agricultores indignados. Os agricultores do estado formaram um capítulo da Aliança dos agricultores, a "Aliança dos agricultores do Tennessee", que elegeu como seu primeiro presidente Buchanan, em 1888. No ano seguinte, Buchanan ajudou a implementar com os agricultores a fusão da aliança com um grupo rival, a Agricultural Wheel, para formar a Aliança dos fazendeiros Tennessee e os "Trabalhadores Unidos" (TFLU).

## Governador do Tennessee
Pelo final da década de 1880, o TFLU e os seus apoiadores compreendia uma facção significativa do partido democrático estado, conhecida como o "Hayseed" ou "Wool-hat" democratas. Na disputa para governador de 1890, o incumbente Robert Love Taylor não estava buscando a reeleição, e na Convenção do partido de julho, várias facções indicaram seus próprios candidatos para nomeação do partido. A facção de "Bourbon" (facção conservadora) apoiou o congressista Josiah Patterson, a facção New South apoiou o magnata das ferrovias do Sul Jere Baxter, e Hayseeds apoiou Buchanan. Depois de seis dias e vários escrutínios, Buchanan foi declarado o candidato democrata. Muitos democratas criticaram Buchanan como ingênuo para concorrer :92 como candidato do partido e ele foi ridicularizado pelos jornais em todo o estado.
Juntamente com o eleitorado dos agricultores, Buchanan cortejou o eleitorado dos trabalhadores prometendo nomear um Comissário do trabalho. Ele argumentou que bancos financeiros tinham muita influência política e propuseram regulamentar as taxas de estrada de ferro. Buscando aumentar ainda mais sua posição entre os agricultores brancos, ele fez uma campanha contra a lei federal de Lodge, que autorizava o direito ao voto para os negros no Sul. :93 No dia da eleição, ele venceu facilmente, com um resultado de 113.549 votos sobre 76.081 votos do candidato republicano, Lewis Baxter, e 11.082 votos do candidato do Partido da Proibição, David Cato Kelley.
Depois de sua posse no início de 1891, Buchanan, trabalhou com uma coalizão de Hayseed Democratas e republicanos no legislativo do estado, promulgou várias medidas destinadas a auxiliar os agricultores e trabalhadores, incluindo leis para regular produtos fertilizantes e reconhecendo o Dia do Trabalho, restrições às empresas estrangeiras de fazerem negócios no Tennessee, e uma lei que institui um Comissário-de-estado do Trabalho. :111 Para o último cargo, ele nomeou o ativista dos Cavaleiros do trabalho (oficialmente: "nobre e Santa ordem dos Cavaleiros do trabalho") George Ford. :84 Também assinou uma lei padronizando o currículo de escolas públicas do Estado e decretou uma medida fornecendo pensões para veteranos confederados. Buchanan fortaleceu os impostos do Estado e promulgou várias restrições do direito ao voto destinadas a suprimir o voto afro-americano. :133

### Guerra Coal Creek
Em julho de 1891, uma insurreição iniciou, conhecida como a guerra do Coal Creek (do setor carbonífero), com focos no leste do Tennessee quando a Tennessee Coal Mining Company (TCMC) tentou substituir mineiros profissionais na sua mina de Briceville por réus condenados alugados pelo estado. Os mineiros em greve cercaram os condenados e enviaram para Knoxville via ferroviária, então a TCMC exigiu que Buchanan  convocasse a guarda do Estado para ir até lá para acabar com a insurreição. Isso apresentou um dilema difícil para Buchanan, que fez campanha sobre direitos trabalhistas, mas como governador foi obrigado a fazer cumprir a lei. Além disso, enquanto a Aliança dos fazendeiros tentou terminar com a locação de presidiários, Buchanan apoiou, argumentando que ele salvou o estado em centenas de milhares de dólares. :53
Em 16 de julho, Buchanan, à frente de três empresas de custódia de presos do Estado, pessoalmente acompanhou os condenados de Knoxville de volta para as minas em Coal Creek Valley. Ele se reuniu com os líderes dos mineiros profissionais perto de Briceville e assegurou-lhes que mesmo sendo amigo dos trabalhadores, ele não tinha escolha ao defender a lei. Um dos líderes da greve, um mineiro na lista negra chamado Eugene Merrell, refutou as declarações de Buchanan. Ele argumentou que se Buchanan tinha a intenção de impor a lei, ele também iria defender as leis exigindo checkweighmen (individualização do produzido) independente (que pesava o carvão para que os mineiros fossem pagos) e pagamento em moeda corrente (ao contrário de títulos de dívida), que a TCMC consistentemente havia ignorado. :85 O governador retornou a Nashville no dia seguinte, deixando as minas do vale sob a proteção de 107 guardas. :85
Em 20 de julho, poucos dias depois de Buchanan deixar o vale, os mineiros profissionais cercaram os guardas que protegiam as minas de Briceville e nas proximidades do Coal Creek e enviaram mais uma vez os condenados para Knoxville. Após uma reunião com líderes trabalhistas e empresariais, em Knoxville, Buchanan negociou uma trégua de 60 dias com os mineiros, concordando chamar uma sessão especial do legislativo do estado para considerar o fim da locação de trabalhos de presidiários. Ele também convocou um adicional de doze empresas de guarda para proteger as minas de Coal Creek. :89
A Assembléia Legislativa do estado reuniu-se em uma sessão especial em setembro de 1891 para analisar o sistema de locação de presos e os eventos em torno da guerra de Coal Creek. Buchanan sugeriu modificar contratos existentes para proteger os mineiros profissionais e também o estabelecimento de uma penitenciária estadual. Enquanto o legislador defendeu o direito dos mineiros ao checkweighmen (individualização do produzido) independente e pagamento em moeda corrente, ele recusou-se a acabar com o sistema de locação de presos e aprovou que constituía crime interferir no sistema de locação de presos do estado. :128
Quando o legislativo não conseguiu terminar com a locação do trabalho de presidiários, o Comissário do trabalho de Buchanan, George Ford, tentou ajudar os mineiros em demandar ao estado em nome dos presidiários, discutindo as más disposições destes contratos em violação a lei estadual, uma vez que a principal locatária do Estado, a Tennessee Coal and Iron Company (TCI), não possuía autoridade para sublocação de presidiários para a TCMC. Em outubro de 1891, a Suprema Corte do Tennessee, liderada pelo chefe de Justiça Peter Turney, decidiu contra a Ford. Sem outro forma de recorrer, os mineiros profissionais lançaram uma série de ataques contra as minas das empresas de mineração no final de 1891 e início de 1892, em alguns casos, libertando os presidiários e queimando as instalações das minas. Em abril de 1892, a revolta dos mineiros se espalhou para o Condado de Grundy, ao sul. Em agosto, Buchanan designou ao General Samuel T. Carnes a missão de ir para Coal Creek com mais de 500 milicianos e a ordem foi finalmente restaurada. :184-194
Buchanan foi criticado por mineiros e donos de empresas de mineração como ineficaz e incompetente, bem como frequentemente foi atacado na imprensa. Na disputa para governador de 1892, as facções do Partido Democrata, "Bourbon" e "New South" frustraram sua tentativa de reeleição, em vez dele escolheram o chefe de Justiça Turney como candidato do partido. Buchanan ingressou na disputa como independente (sem partido), ainda que reivindicasse representar os interesses dos agricultores, ganhou o apoio do crescente movimento populista. No dia da eleição, no entanto, ele ficou em terceiro lugar, ganhando apenas 31.515 votos, dos 127.247 de Turney, dos 100.629 do republicano George Winstead e 5.427 para proibicionista Edward H. East.

## Últimos anos e morte
Após a derrota eleitoral de 1892 Buchanan retornou para sua fazenda no Condado de Rutherford e nunca mais procurou um cargo público. Ele morreu em Murfreesboro em 14 de maio de 1930 e foi enterrado na cidade no cemitério de Evergreen.

## Família
Os antepassados de Buchanan eram escoceses e irlandeses. Sua família estava entre as primeiras estabelecidas na área de Nashville e da Estação Buchanan construída ao sul da cidade na década de 1780. O irmão mais novo de Buchanan, James S. Buchanan, serviu como Presidente da Universidade de Oklahoma na década de 1920.
Buchanan casou com Frances McGill em 1867, e tiveram nove filhos: Rebecca, Robert, Maggie, Susie, Frances, Thomas, James, John Jr. e Mary. O neto de Buchanan, James M. Buchanan, foi um notável economista.

## Fonte da tradução
- Este artigo foi inicialmente traduzido, total ou parcialmente, do artigo da Wikipédia em inglês cujo título é «John P. Buchanan».